# British Board of Film Classification
La British Board of Film Classification (BBFC) (in origine British Board of Film Censors) è l'organizzazione legalmente responsabile della classificazione dei film nel Regno Unito.
La BBFC classifica rappresentazioni teatrali trasposte su video e film; fino al 2009 classificò anche videogame insieme al PEGI (ora unico sistema di classificazione videoludica sul territorio britannico).

## Classificazione
La BBFC attualmente impiega le stesse classificazioni adottate dal 1985 in sole fasce d'età, benché la grafica dei loghi sia stata rinnovata nel 2002.
Attuali
| Simbolo precedente | Simbolo attuale | Definizione             | Descrizione |
| ------------------ | --------------- | ----------------------- | --- |
|                    |                 | Universal               | Per tutti; adatto anche per i bambini. |
|                    |                 | Parental Guidance       | Per tutti, ma alcune scene potrebbero non essere adatte per bambini sotto gli 8 anni.                                                                                          |
|                    |                 | 12 Accompanied/Advisory | I contenuti potrebbero non essere adatti a bambini sotto i 12 anni; è permessa o consigliata la visione insieme ad un adulto (logo impiegato solo per la visione al cinema).   |
|                    |                 | 12                      | Consigliata la visione ad un pubblico sopra i 12 anni; inoltre nessuno sotto i 12 anni può noleggiare o comprare un prodotto con questo simbolo.                               |
|                    |                 | 15                      | Consigliata la visione ad un pubblico sopra i 15 anni; inoltre nessuno sotto i 15 anni può noleggiare o comprare un prodotto con questo simbolo.                               |
|                    |                 | 18                      | Consigliata la visione ad un pubblico maggiorenne; nessun minore dovrebbe assistere. Inoltre nessuno sotto i 18 anni può noleggiare o comprare un prodotto con questo simbolo. |
|                    |                 | Restricted 18           | Per soli adulti; non è assolutamente adatto ai minori. Inoltre nessuno sotto i 18 anni può noleggiare o comprare un prodotto con questo simbolo.                               |

Passati
| Simbolo precedente | Definizione        | Descrizione                                      |
| ------------------ | ------------------ | ------------------------------------------------ |
|                    | Universal Children | Per tutti, ma rivolto principalmente ai bambini. |